# Église Saint-Pierre-ès-Liens de Rampoux
L'église Saint-Pierre-ès-Liens de Rampoux est une église catholique située à Rampoux, en France.

## Localisation
L'église est située dans le département français du Lot sur le territoire de la commune de Rampoux.

## Historique
L’église Saint-Pierre-ès-Liens a été rattachée à un prieuré dépendant de l'abbaye Saint-Pierre de Marcilhac-sur-Célé.
Au XIIe siècle, l’église était constituée d’une nef et d’une abside semi-circulaire, voûtée en cul-de-four, précédée par une travée droite.
L'église est agrandie après la guerre de Cent Ans, au cours du dernier quart du XVe siècle. La nef primitive est cantonnée de deux chapelles latérales formant ainsi un faux transept. Un nouveau clocher, accessible par un escalier en vis logé dans une tourelle, est édifié au-dessus de la deuxième travée.
L'édifice a été classé au titre des monuments historiques le 22 septembre 1914.
Plusieurs objets sont référencés dans la base Palissy.

## Peintures murales
L'église a conservé deux ensembles de peintures murales réalisées à deux époques et deux styles différents :
- le premier ensemble a été réalisé dans le chœur au cours de la seconde moitié du XIIe siècle a pour thème principal l'Ascension du Christ. Elles ont été découvertes en 1914.
- le second ensemble réalisé dans la chapelle sud, peint vers 1528 d'après les blasons, a plusieurs scènes consacrées à l'Annonciation et la Passion du Christ. Ces peintures ont été découvertes peu avant 1900 par l’abbé Gisard, chargé de la cure de l’église, qui les a dégagées de la couche de badigeon et "restaurées". Une étude préalable à la restauration de la couche picturale a été faite en 2010.
  - sur le mur est : Dieu le Père en gloire domine l’Annonciation et la Crucifixion,
  - sur le mur sud, de part et d'autre de la fenêtre : le Baiser de Judas, et la Flagellation,
  - sur le mur ouest : de la Crucifixion à la Mise au tombeau,
  - sur le revers de part et d'autre de l'arc de l'entrée : des anges groupés par deux portant les instruments de la Passion,
  - sur la voûte : les symboles des quatre évangélistes, le taureau de Luc, le lion de Marc, l’aigle de Jean et l’ange de Matthieu.